# Pointe Rousse (massif du Giffre)
Pour les articles homonymes, voir Pointe Rousse.
La pointe Rousse est un sommet des Préalpes françaises situé en Haute-Savoie, dans le massif du Giffre, sur la commune de Samoëns.

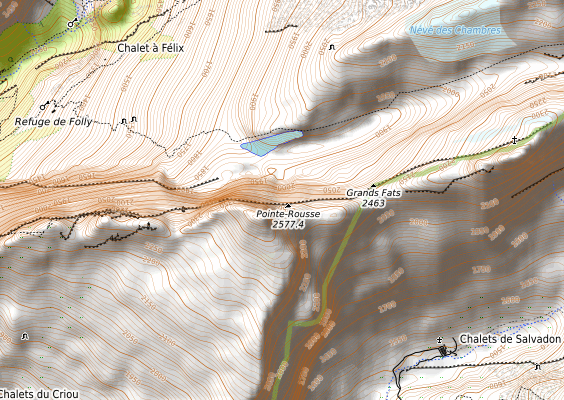
Carte topographique de la pointe Rousse.